# زلزال طشقند 1966
زلزال طشقند 1966 ( الأوزبكية: 1966 Toshkent zilzilasi ; Uzbek Cyrillic: 1966 Тошкент зилзиласи ; الروسية: Ташкентское землетрясение 1966 года) وقع في 26 أبريل في جمهورية أوزبكستان السوفيتية. بلغت قوته اللحظية 5.2 درجة وكان مركز الزلزال في وسط طشقند على عمق 3–8 كيلومتر (1.9–5.0 mi) . تسبب الزلزال في دمار هائل في طشقند، حيث دمر معظم مبانيها، وأسفر عن مقتل ما بين 15 و200 شخص وتشريد ما بين 200 ألف و300 ألف شخص. في أعقاب الكارثة، دُمرت معظم الأجزاء التاريخية من طشقند وأعيد بناء المدينة على أساس الأساليب المعمارية السوفيتية. أنشأت السلطات السوفيتية معهدًا لعلم الزلازل من أجل التنبؤ بالزلازل المستقبلية.

## الخلفية
تقع طشقند والمناطق المجاورة لها في منطقة نشطة زلزاليًّا، وقد سُجل 74 زلزالًا بقوة تتراوح بين 3 و6 درجات في الفترة من عام 1914 إلى عام 1966. وقد تعرضت المدينة لأضرار بالغة بسبب الزلازل التي ضربت البلاد في عامي 1866 و1886.
أثيرت مخاوف بشأن الأضرار المحتملة التي قد تلحق بالمدينة بسبب الزلازل في أربعينيات وخمسينيات القرن العشرين، وخاصة بعد أن دمر زلزال عشق آباد في عام 1948. قبل زلزال طشقند، لوحظت زيادة في مستويات غاز الرادون.

## الزلزال
وقع الزلزال في الساعة 05:23 على عمق ضحل للغاية (وبالتالي أكثر تدميرًا) يتراوح بين 3–8 كيلومتر (1.9–5.0 mi)  ومركزه في وسط المدينة.
تسبب الزلزال في دمار هائل في الممتلكات. في المجمل، دُمر ما يزيد عن 80% من المدينة، بما في ذلك أكثر من نصف المدينة القديمة.
وفي المجمل، دُمر ما بين 78000  و95000 منزل. كانت معظم هذه المساكن مبنية من الطوب اللبن في مناطق مركزية ذات كثافة سكانية عالية. دُمرت أغلب المباني الأكثر أهمية في طشقند؛ بما في ذلك المساجد التي يبلغ عمرها 600 عام. معظم هذه المباني يعود تاريخها إلى ما قبل الثورة الروسية عام 1917. إلا أن مسرح نافوي، الذي بناه أسرى الحرب اليابانيون، هو الوحيد الذي لم يصب بأذى.
تراوحت تقديرات عدد الأشخاص الذين أصبحوا بلا مأوى بسبب الكارثة من 200 ألف إلى 300 ألف.
في حين أن العدد الرسمي للقتلى كان 15 شخصًا  إلا أن هذا الرقم قد يكون أقل من الواقع بسبب السرية السوفيتية  وقد قدرت مصادر أخرى أعداد القتلى بما يتراوح بين 200 شخص إلى 0.5٪ من سكان المدينة البالغ عددهم 1،100،000. توفي من النساء نسبة أكبر بما يزيد عن 20% مقارنة بالرجال.

## العواقب
في أعقاب الكارثة مباشرة، سافر كبار الشخصيات السوفيتية، بما في ذلك رئيس الحزب الشيوعي السوفيتي ليونيد بريجنيف، إلى طشقند للإشراف على جهود التعافي. بدأ مشروع إعادة بناء ضخم، حيث أرسلت الجمهوريات السوفيتية الأخرى أعدادًا كبيرة من العمال للمساعدة في عملية إعادة البناء. وقد أدى هذا إلى تغيير التركيبة العرقية للمدينة، حيث بقي العديد منهم في طشقند بعد اكتمال العمل. احتوت طشقند الجديدة على أنماط معمارية موجودة في مدن سوفيتية أخرى مثل الشوارع الواسعة ومجمعات الشقق الكبيرة. بحلول عام 1970، بُني 100 ألف منزل جديد.
وقد أدى الزلزال أيضًا إلى زيادة التدين، مع زيادة الاهتمام بالعديد من الممارسات الطقسية الإسلامية.
ولمنع وقوع المزيد من الكوارث التي قد يكون لها تأثير خطير على المدينة، أنشأت السلطات السوفيتية في عام 1966 معهدًا لعلم الزلازل، مكلفًا بمراقبة التغيرات الزلزالية، مثل التغيرات في مستويات غاز الرادون والتنبؤ بالزلازل.
أزيح الستار عن حجر تذكاري لضحايا الزلزال يقع فوق مركزه في عام 1976.

## قراءة إضافية
- Raab، Nigel (2014)، "The Tashkent Earthquake of 1966: The Advantages and Disadvantages of a Natural Tragedy"، Jahrbücher für Geschichte Osteuropas، ج. 62، ص. 273–294، DOI:10.25162/jgo-2014-0012، JSTOR:43819634، S2CID:252454991